# Onobops
Onobops is een geslacht van weekdieren uit de klasse van de Gastropoda (slakken).

## Soorten
- Onobops crassus F. G. Thompson, 1968
- Onobops jacksoni (Bartsch, 1953)